# 534

## Esdeveniments
- Els romans d'Orient destrueixen el regne vàndal del nord d'Àfrica.[1]
- El general romà Apol·linar ocupa les Balears. Comença el període de les Illes Balears sota l'Imperi Romà d'Orient.
- Toledo es converteix en la capital del regne visigot.
- Es publica la segona i darrera revisió del Corpus Iuris Civilis.

## Naixements
- Leandre de Sevilla, religiós visigot i bisbe de Sevilla.

## Necrològiques
- 2 d'octubre - Atalaric, rei dels ostrogots.
- Godomar III, el darrer rei dels burgundis.